# No Jacket Required
No Jacket Required е третият соло албум на Фил Колинс, пуснат е в продажба през 1985.
Sussudio и One More Night достигат до първо място в калсациите. В албума има още два хита, които влизат в топ 10 – Don't Lose My Number (#4) и Take Me Home (#7).
No Jacket Required е най-добре продаваният албум на Фил Колинс, като само в САЩ са продадени над 10 милиона копия. No Jacket Required е и сред 50-те най-продавани албуми в САЩ.
Албумът печели награда Грами за Албум на годината през 1986.

## Песни
1. Sussudio (4:23)
2. Only You Know and I Know (4:21)
3. Long Long Way To Go (4:22)
4. I Don't Wanna Know (4:14)
5. One More Night (4:48)
6. Don't Lose My Number (4:48)
7. Who Said I Would? (4:01)
8. Doesn't Anybody Stay Together Anymore? (4:18)
9. Inside Out (5:15)
10. Take Me Home (5:52)
11. We Said Hello Goodbye (4:15) (не е включена в албуа, но е част от касетата в някои територии)